# Genea jayensi
Genea jayensi là một loài ruồi trong họ Tachinidae.